# Silene gallica
La carmelitilla (Silene gallica) es una especie de la familia de las cariofiláceas.

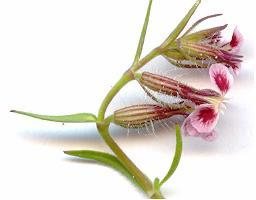
Ilustración de la flor

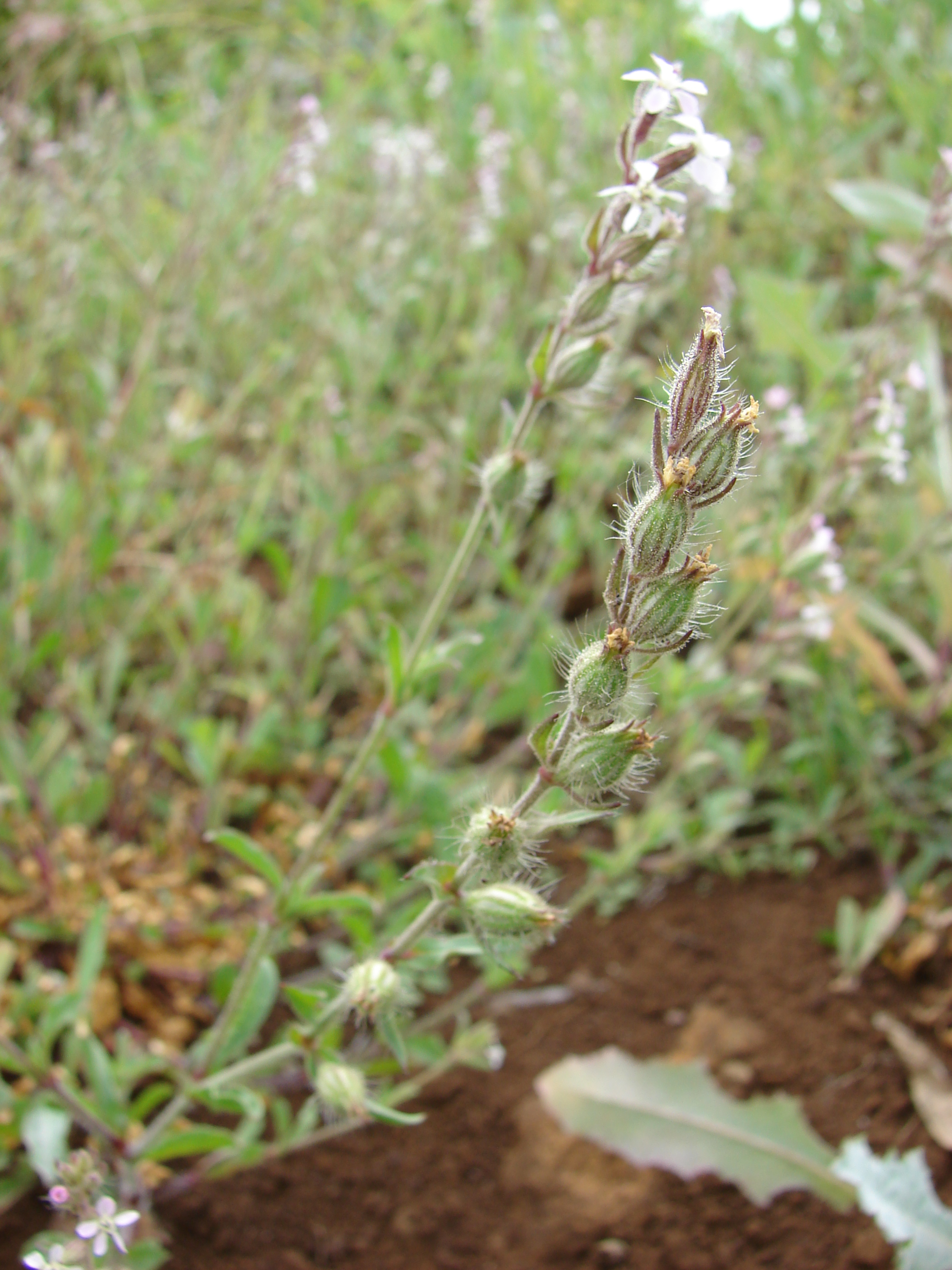
Vista de la planta

## Descripción
Es una planta simple o muy ramosa, anual, de 10 a 45 cm, pelosa y pegajosa por arriba. Hojas inferiores acucharadas y superiores estrechamente lanceoladas y pilosas. Flores blancas o rosas, a veces con una mancha carmesí en cada pétalo, de 10-14 mm de diámetro, con pétalos enteros o ligeramente mellados. Cáliz ovoide en fruto, velloso y áspero, con dientes largos y puntiagudos. Especie muy variable. Florece en primavera y verano.

## Hábitat
Habita en zonas arenosas , terrenos cultivados, pastizales y prados de siega.

## Distribución
En el sur y centro de Europa.

## Taxonomía
Silene gallica fue descrita por Carlos Linneo y publicado en Species Plantarum 1: 417. 1753.
Etimología
El nombre del género está ciertamente vinculado al personaje de Sileno (en griego Σειληνός; en latín Sīlēnus), padre adoptivo y preceptor de Dionisos, siempre representado con vientre hinchado similar a los cálices de numerosas especies, por ejemplo Silene vulgaris o Silene conica. Aunque también se ha evocado (Teofrasto via Lobelius y luego  Linneo)  un posible origen a partir del Griego σίαλoν, ου, "saliva, moco, baba", aludiendo a la viscosidad de ciertas especies, o bien σίαλος, oν, "gordo", que sería lo mismo que la primera interpretación, o sea, inflado/hinchado.
gallica; epíteto geográfico que alude a su localización en la Galia.
Sinonimia
- Corone agrestina Fourr.
- Corone gallica Fourr.
- Corone quinquevulnera Hoffmanns. ex Steud.
- Cucubalus sylvestris Lam.
- Cucubalus variegatus Lam.
- Lychnis cerastoides (L.) Scop.
- Lychnis vulnerata Scop.
- Oncerum gallicum Dulac
- Silene anglica L.
- Silene cerastoides L.
- Silene chilensis Cham. & Schltdl. ex Rohrb.
- Silene giraldii Guss.
- Silene linophila Rothm.
- Silene quinquevulnera L.
- Silene sylvestris (Lam.) Gaterau
- Silene transtagana Cout.[2]